# جاك بريفير
جاك بريفير (بالفرنسية: Jacques Prevert) شاعر وكاتب فرنسي شهير، ولد في 4 فبراير 1900 في نويي سور سين، وتوفي في 11 أبريل 1977 في أومونفيل. أشتهر في فرنسا والعالم الفرنكفوني ببساطة كلماته وسلاسة قصائده مما جعلها تدرس بكثافة في المناهج الدراسية لتلك الدول كما اشتهر بكتابته للقصص القصيرة وسيناريوهات الأفلام، وترجمت أعماله إلى عشرات اللغات.

## أعماله الأدبية
- 1946: Paroles[الفرنسية]
- 1946: Histoires
- 1947: Les Enfants qui s'aiment
- 1951: Spectacle
- 1955: La Pluie et le beau temps
- 1955: Lumières d’homme
- 1963: Histoires et d'autres histoires
- 1966: Fatras
- 1970: Imaginaires
- 1972: Choses et autres
- 1980: Soleil de nuit
- 1984: La Cinquième Saison

## روابط خارجية
- جاك بريفير على موقع IMDb (الإنجليزية)
- جاك بريفير على موقع الموسوعة البريطانية (الإنجليزية)
- جاك بريفير على موقع مونزينجر (الألمانية)
- جاك بريفير على موقع ألو سيني (الفرنسية)
- جاك بريفير على موقع ميوزك برينز (الإنجليزية)
- جاك بريفير على موقع أول موفي (الإنجليزية)
- جاك بريفير على موقع قاعدة بيانات الأفلام السويدية (السويدية)
- جاك بريفير على موقع أول ميوزيك (الإنجليزية)
- جاك بريفير على موقع ديسكوغز (الإنجليزية)
- جاك بريفير على موقع قاعدة بيانات الفيلم (الإنجليزية)